# Death Tech
Death Tech
Death Tech é um termo associado às indústrias pós-morte, ou seja, são startups que oferecem serviços para o pós-vida relacionado às redes sociais, incluindo testamentos, aconselhamento de luto serviços de funeral. O surgimento do conceito "Death Tech" tem com objetivo principal a utilização da tecnologia para atender as necessidades da sociedade devido ao momento de pandemia e sendo assim, preencher uma lacuna em uma indústria ainda não explorada. Apesar dos benefícios proporcionados pela tecnologia, a Death Tech não substitui a sensação de união física, ela pode estimular uma sensação de união em momentos em que a conexão física é difícil.

## Contexto
A tecnologia e a transformação digital são temas de grande impacto e debate no momento atual, devido a essa crescente, também é necessário ressaltar o impacto na forma de organização da sociedade. Dentro da transformação cultural impulsionada pela era digital, um ponto que vem sendo discutido é a tratativa de informações contidas na rede de pessoas já falecidas. O novo paradigma proporciona discussão a respeito dos pontos positivos e negativos, sendo os principais fatores de debate a redução de impactos ambientais, experiência proporcionada ao usuário e direitos das informações. Sobre esse ponto de vista, as áreas de tecnologia e direito são as principais correlacionadas.Além deste aspecto, em meio a pandemia surgem empresas e startups que demonstram interesse em apoiar as famílias afetadas e propor um novo conceito de homenagens e funerais, visto que as restrições de saúde impossibilitam tais práticas na atualidade. Embora ainda nos estágios iniciais e em processo de adaptação as necessidades da sociedade, as startups vem adotando padrões e buscando entender a visibilidade do cliente e como agregar valor na experiência do consumidor. Apesar dos benefícios proporcionados, um tema discutido é a oportunidade de exploração financeira a partir de um momento difícil vivenciado, tema este que ainda não gera concordância.

## Serviços
Sobre o contexto de transformação no paradigma atual, surgem como oportunidades a inclusão de novos serviços nos portfólios de startups e empresas. Dentre os serviços oferecidos, o funeral virtual é o de maior destaque, permitindo que os enlutados mantenham comunicação com as pessoas mais próximas em meio a uma crise global e respeitando as diretrizes de saúde e distanciamento social. Apesar de ainda em processo de desenvolvimento, o progresso é ressaltado, com mais opções se tornando disponíveis para planejamento pré-morte e gerenciamento de contas do falecido.

## Limitações
O mercado de serviços e produtos relacionados ao luto gira em torno de bilhões, porém, ela não é muito visível na sociedade no geral. Os desafios relacionados aos prós e contras a essa abordagem também são tratados como um ponto ainda em consolidação. Ainda há muitas pessoas que se opõem às práticas dessas startups, pois isso leva em consideração os dados pessoais das falecidas e, muitos não aceitam que tais dados sejam tratados como “restos virtuais”. No que se refere aos direitos de uso de informações de pessoas falecidas, a  Lei Geral de Proteção de Dados (LGPD) e General Data Protection Regulation (GDPR) surgem como guia para o tratamento de dados pessoais. Em relação à GDPR, não são criadas regras para o tratamento de dados dos falecidos, deixando assim livre para o estado-membro definir as legislações aplicadas. Já a Lei Geral de Proteção de Dados, não aborda o tema. Visto a dificuldade de se obter transparência nos direitos aplicados para diferentes regiões, as restrições causam ambiente de preocupação nos investimentos em novos serviços do setor.

## Exemplos tecnológicos
A maioria das startups está mais lutando para sobreviver do que prosperar na pandemia. Entretanto, na área da death tech, o contexto da pandemia é um expoente para as empresas devido ao aumento da necessidade. Para exemplificar trazemos a Untangle - um aplicativo que visa reunir apoio emocional e social para os enlutados em um local de fácil acesso, com grupos de apoio, bate-papos individuais e acesso a uma série de informações - que não poderia ter um 2020 melhor. Lançado em janeiro quando o COVID-19 surgiu, a Untangle nasceu da tristeza de duas mulheres em uma missão para ajudar outras pessoas a lidar melhor com a morte e as grandes e instantâneas decisões que impõe aos enlutados. 
Cummin, uma das criadoras, teve a ideia depois que seu avô morreu e ela se deparou de como o processo seria doloroso, desde a dor de sua perda até a logística envolvida. Sua família enfrentou uma série de desafios, desde planejar o funeral até administrar o testamento, e teve de ser feito tudo às pressas. Em 2019, ela se juntou à Emma Dutton, uma engenheira de software de 26 anos cujo pai morreu de câncer dois anos antes e que também sentiu o mesmo vazio na ocasião. Juntas decidiram deixar seus empregos e criar um negócio para ajudar a orientar outras pessoas durante suas perdas e reconstruir suas vidas, e assim a Untangle nasceu em Janeiro, apoiando os enlutados online por meio de grupos de mensagens e conselhos individuais.
Quando a pandemia atingiu, sua pequena comunidade online se transformou em uma startup de tecnologia em desenvolvimento. Para se ter uma noção, o número de usuários do Untangle aumentou em mais de 400% desde o início do COVID-19, e 10% deles usam o aplicativo diariamente. Com o crescimento, a empresa recebeu um subsídio de 50.000 libras (US $67.000) da Innovate UK, uma agência governamental que busca financiar negócios com foco em novas necessidades emergentes da pandemia.